# دانشگاه میدلند

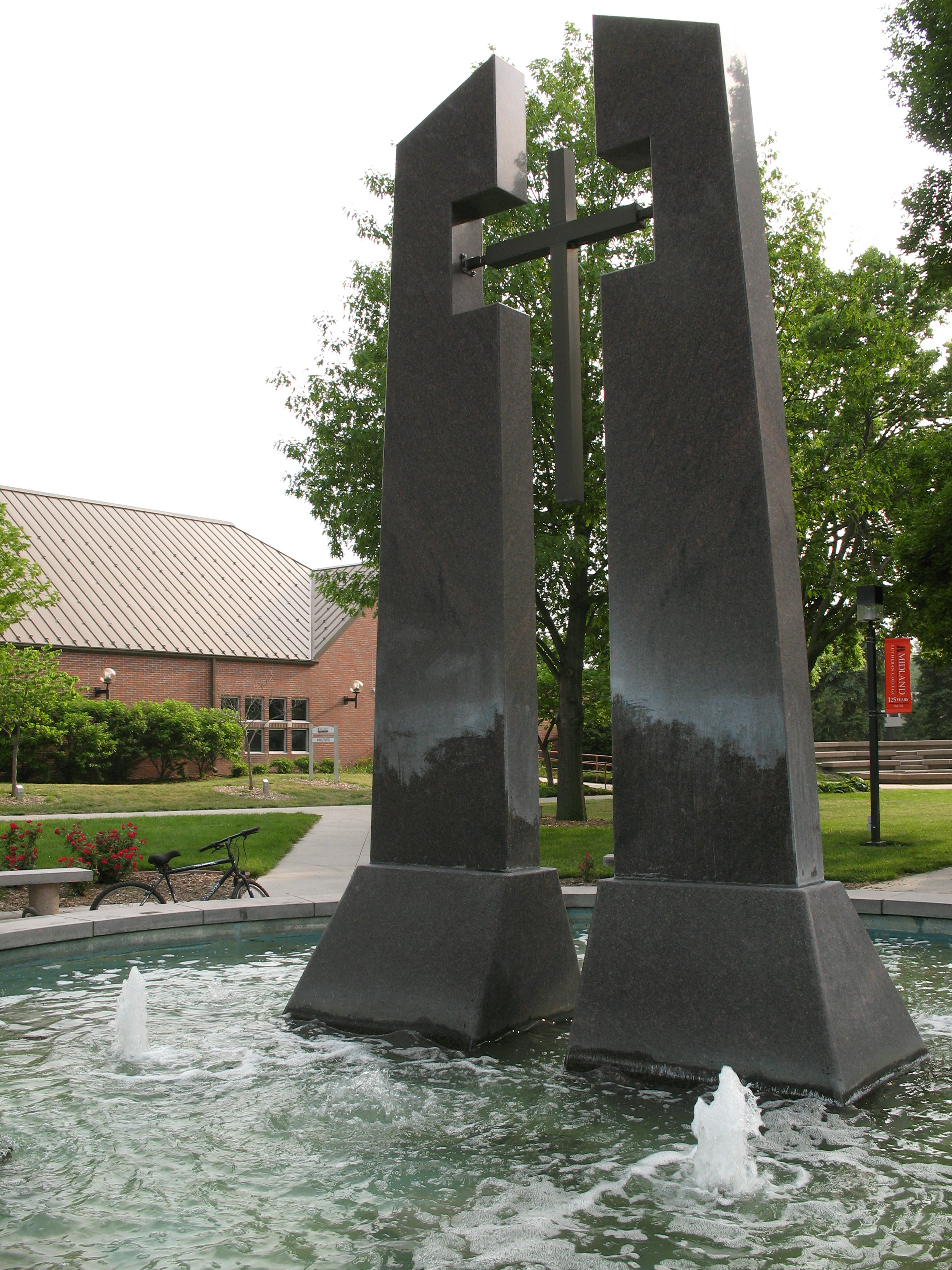

دانشگاه میدلند یک دانشگاه خصوصی لوتری در فریمانت، نبراسکا است. این کالج که از سال ۱۹۶۲ تا ۲۰۱۰ به عنوان کالج لوتری میدلند شناخته می‌شود، به کلیسای لوتری انجیلی در آمریکا وابسته است.
دانشگاه میدلند به عنوان یک مؤسسه آموزشی در سال ۱۸۸۳ با نام آکادمی لوتر تأسیس شد. ساختمان اصلی، واقع در واهو، نبراسکا، در ۱۰ نوامبر ۱۸۸۳، چهارصدمین سالگرد تولد مارتین لوتر وقف شد. کالج فعلی نیز محصول کالج میدلند است، مؤسسه ای که در سال ۱۸۸۷ توسط مجمع عمومی کلیسای انجیلی لوتری تأسیس شد. کالج میدلند، که در آچیسون، کانزاس واقع شده بود، در سال ۱۹۱۹ به مکان فعلی کالج در فرمونت، نبراسکا نقل مکان کرد. آکادمی لوتر که بعداً کالج لوتر نام گرفت، در سال ۱۹۶۲ با کالج میدلند به عنوان کالج لوتری میدلند ترکیب شد. در سال ۲۰۰۹، کالج لوتری میدلند دارای کسری مالی هفت رقمی و کمترین ثبت نام از زمان جنگ جهانی دوم، با ۵۹۸ نفر بود.